# マリーナブルー
マリーナブルーは、滋賀発アイドルユニットとして主に関西で活動するローカルアイドルである。通称はマリブー。「ご当地アイドル殿堂入り」。滋賀県大津市を本拠地とし、活動継続中のアイドルチームとしては県内で最も活動期間が長い。

## 概要

### デビュー
2012年9月にマリーナブループロジェクト発足、同年11月17日にオーディション最終審査に合格した5名で結成される。同11月23日のKBS京都ラジオへの出演を最初に、地元ラジオ局で活動開始告知を行いつつ、12月5日に新大阪KOKO CAFEでお披露目トークショーを行う。2012年12月23日には滋賀県大津市の石山商店街イベントにプレデビューメンバーが出演し、ライブパフォーマンスを行う。
公式デビューは2013年6月2日に滋賀県大津市のシダックス大津石山クラブで開催された「マリーナブルーデビューイベント」であるが、後述のとおり実際は前年12月からすでにライブイベントに数多く出演しており、2012年12月23日をもってデビューとするのが一般的な見方である。

### 主な活動履歴

#### 2012年
- 9月3日 - マリーナブループロジェクト発足、メンバーオーディションを開始
- 10月28日 - 第1期メンバーオーディション第1次審査（書類審査）締切。応募23名中5名が合格
- 11月4日 - 第1期メンバーオーディション第2次審査（グループ面接・自己PR）を平和堂石山店で開催。5名中2名が合格
- 11月17日 - 第1期メンバーオーディション最終審査（実技審査）を大津・ベラビスタ膳所で開催。第2次審査合格者2名と、SOS[3]滋賀から2名、事務局推薦1名の計5名が最終審査に挑み、レギュラーメンバー3名、研修生メンバー2名を決定
- 11月23日 - KBS滋賀ラジオ「しがスタ！」に新メンバーが生放送出演〔ラジオ初出演〕
- 12月5日 - 新大阪KOKO CAFEで開催された「新大阪アイドル♪ぷちカフェVol.1」に新メンバーがプロモーション出演〔ライブ初出演・県外初遠征〕
- 12月23日 - 大津・石山商店街のイベント「石山とれ取れ見本市祭」にプレメンバーがステージ出演〔ライブパフォーマンス初披露。事実上のデビュー〕
- 12月23日 - 野洲市のライブハウスSHIGA BARI-HARIで開催のオールジャンルライブに出演〔県内ライブハウス初出演〕

#### 2013年
- 2月10日 - 大阪日本橋のライブハウスUPsで開催された「Kira★Pon Osaka Vol.6」に出演
- 2月24日 - 草津エイスクエアで開催のキャラメルパッキングライブイベントに出演
- 3月10日 - リーダーの山村綾菜が「第45回草津宿場まつり[4]」の主要役柄選考会で、ヒロイン・和宮役に選出される
- 3月24日 - 明日都浜大津2F円形広場（ガス燈広場）で開催された「多世代交流イベント」（社団法人あかるいまちづくりの会主催）にステージ出演
- 3月30日 - 大阪・シダックス道頓堀二丁目クラブで開催されたライブに出演（北田愛結はソロでも出演）
- 4月6日 - 草津エイスクエアで開催された「第45回草津宿場まつりプレイベント」にステージ出演
- 4月21日 - 東近江市で開催された「びわこJAZZフェスティバル in 東近江2013」に出演
- 4月28日 - 第45回草津宿場まつりの「町衆熱演舞台」にステージ出演。また山村綾菜は「草津時代行列」のヒロイン・和宮としてイベントの主役を務める
- 5月3日 - 彦根四番町スクエアでのイベントに出演
- 6月2日 - マリーナブルーの公式デビューイベントが、シダックス大津石山クラブで開催される。ゲストはおやゆびプリンセス（石川）、司会はまつもさん。藤井勇治長浜市長からの献花あり。有料入場者様34名、来賓など24名を合わせて58名が観覧
- 6月11日 - 平和堂本部との業務提携成立
- 6月23日 - 名古屋CLUB SARUでのアイドルライブに出演
- 6月30日 - 京都シダックスよしもとannexでのアイドルライブに出演
- 7月14日 - 石川県金沢駅もてなしドーム地下イベン卜広場で開催の「第1回北陸アイドルフェスティバル」に出演
- 7月28日 - ららぽーと守山で開催のワンマンライブに出演し、平和堂テーマソング「かけっことびっこ」を披露
- 8月5日 - 東近江市の太子ホールで「第2回マリーナブルー定期ライブ」を開催。ゲストはアミーガス（福井）、Jewelry☆doll（大阪）
- 8月31日 - 長浜市で開催の「あっぱれあざい祭り」に出演予定も、前夜の爆破予告電話[5]の影響でステージは中止、山村綾菜と北田愛結のみイベント総合司会を務める。
- 9月8日 - 三重県伊勢市の安土桃山文化村で開催された「第1回戦国アイドル祭り[6]」に出演
- 9月15日 - 岐阜県養老公園での「養老ぽっぷかるちゃー」に出演
- 9月21日 - 栗東芸術文化会館さきらで滋賀県や大津市主催の人権イベントに出演[7]
- 9月22日 - 京都府城陽市のアル・プラザ城陽でのライブに出演
- 10月5日 - 東近江市の太子ホールで「第3回マリーナブルー定期ライブ」を開催
- 10月12日 - ビバシティ彦根リニューアルオープンイベントに出演、アミーガス（福井）、おやゆびプリンセス（石川）の他、多くのご当地キャラクターが集結する中、ホスト役を務める
- 10月13日 - アル・プラザ水口38周年記念イベントに出演
- 10月26日 - BS朝日『J-POPランキング[8]』に出演〔テレビ全国放送初出演〕
- 10月27日 - フレンドタウン瀬田川のハロウィンイベントに出演
- 11月2日 - 希望が丘文化公園陸上競技場で開催された第29回平和堂・S&Bちびっこ健康マラソン滋賀大会[9]で体操指導
- 11月2日 - 彦根市民体育センターでのbjリーグ・滋賀レイクスターズ（vs大阪エヴェッサ）の公式戦アトラクションに出演
- 11月3日 - 世界文化遺産・二条城二の丸御殿で開催された「アイドルの陣」に出演[10]
- 11月3日 - 滋賀大学教育学部附属特別支援学校グラウンドで開催された「第28回こだままつり」に出演〔初の学校公演〕
- 11月24日 - 大津PARCO前広場で開催された「大津市商店街連盟ふれあい広場」に、地元石山商店街の推薦により出演
- 12月14日 - 香川・高松市常盤町商店街にあるTOKIWA劇場で開催された「ロコティスシアター」に出演

#### 2014年
- 1月3日 - アル・プラザ野洲でのインストアライブに出演
- 1月4日 - ららぽーと守山でのインストアライブに出演
- 1月5日 - ビバシティ彦根でのインストアライブに出演
- 2月1日 - 野洲BARI-HARIで、マリブー定期ライブとKira★Pon Osakaを合体したイベント「Kira★Pon Shiga Vol.1」（シガポン1）を開催。天下布武 岐阜姫軍団（岐阜）、遠逢緒望（滋賀）、秋山衣梨佳（京都）、加茂川マコト（京都）、CRYSTAL×CROSS（京都）、KKいれぶん（京都）、RED-POINT（後のリミセス。京都）、川北真奈（大阪）、SAE（大阪）、JSO（現天空音パレード。大阪）、P Panashie☆a（大阪）、リリシック学園（大阪）、アンジェル（岡山）というゲストを迎え、ホスト役を務める。
- 2月9日 - 長浜文化芸術会館大ホールで開催された「沢田正人ふるさとライブ[11]」にゲスト出演
- 3月15日 - アル・プラザ堅田でのインストアライブ「JEUGIA大津まつり」に出演
- 3月21日 - 新名神高速道路土山サービスエリアで開催されたKBS京都主催イベントに出演
- 4月6日 - 三重県鈴鹿市「鈴鹿桜まつり2014」イベントに出演
- 4月27日 - 「第46回草津宿場まつり」の「町衆熱演舞台」に出演
- 5月3日 - 岐阜県大垣市・奥の細道むすびの地記念館でのイベント「おおがき芭蕉楽市」に出演
- 5月18日 - 静岡県御殿場市のライブハウスで開催されたアイドルライブに出演
- 6月1日 - アル・プラザ近江八幡店でのインストアライブ「アルプラザ近江八幡7周年祭」に出演
- 6月8日 - 東近江市八日市太子ホールで「マリーナブルー1周年イベント」を開催
- 6月22日 - 北海道・札幌芸術の森で開催された巨大イベント「札幌ガールズリンクスペシャル2014」に出演
- 7月19日 - アル・プラザ栗東店でのインストアライブ「アル・プラザ栗東誕生11周年祭」に出演
- 7月26日 - 地元・大津石山商店街でのイベント「石山土曜夜市」に出演
- 8月2日 - 平和堂近江八幡店でのインストアライブ「アルプラザ近江八幡7周年祭」に出演
- 8月2日 - 東近江市池庄町で開催された屋外イベント「コトナリエ2014」のオープニングイベントにゲスト出演。これまでの最高観客（約1300人）の前でのステージとなる。
- 8月4日 - 大津のライブカフェ・石山ナチュレで、ゲストのこすぴッと（鳥取）とのツーマンミニコンサート「コスピリーナ」を開催。
- 8月8日 - 彦根市街地一帯で開催された「彦根ばやし総おどり大会」に出演
- 8月9日 - 福井県坂井市のアルプラザ・アミで、アミーガス（福井）主催のインストアライブにゲスト出演
- 8月23日 - 福井県勝山市で開催されたイベント「ダイノソニック・北陸アイドルフェス in 勝山」に、東京女子流・GEMなどとともに出演。
- 8月30日 - 京都府木津川市のいずみホールで開催された「南京都アイドルフェスティバル」に出演
- 9月13日 - アル・プラザ城陽で開催されたPRイベント「滋賀県産近江米みずかがみデビューキャンペーン」に出演
- 9月21日 - 米原市のジョイ伊吹で開催されたPRイベント「湖国アイドルサミットvol.1」に出演〔滋賀県主要3アイドル初共演〕
- 10月19日 - フレンドタウン瀬田川のハロウィンイベントに出演
- 10月26日 - 長浜市七尾公民館で開催された地域イベントに出演
- 11月1日 - 彦根市JA東びわこ稲枝支店で開催された「稲枝まちおこしフェア」で、ご当地キャラひこにゃんと初共演
- 11月2日 - PARCO大津店前広場で開催された「大津商店街連盟ふれあい広場」に出演
- 11月8日 - ビバシティ彦根ホールで開催された「平和堂クリスマスケーキ2014特招会」にゲスト出演。この日に合わせて作られたオリジナルソング「Happy Cheese Xmas」をステージで披露
- 11月9日 - 滋賀大学教育学部附属特別支援学校グラウンドで開催された「第29回こだままつり」に出演
- 11月15日 - ビバシティ彦根で開催された平和堂×ブリヂストン×キリンビール3社合同イベントに出演
- 11月24日 - PARCO大津店前広場で開催された総務省・電通東日本・FM滋賀などの合同イベント「北方領土～家族で語ろう四島のこと～」に出演
- 12月13日 - 神戸・三宮のライブハウスVARIT.で開催されたアイドルイベント「全日本アイドル選手権～THE SHOWCASE in 神戸～」に出演し、プロデューサーのYANAGIMANから激励を受ける
- 12月23日 - 信楽山田牧場・FM滋賀とのコラボで実現したマリーナブルーのオリジナルケーキ「ハッピーチーズクリスマス」が平和堂、アル・プラザ、フレンドマートの各店舗で販売される。ネット上で行われた「クリスマスケーキ総選挙2015」では総合1位を獲得
- 12月31日 - 大阪・心斎橋RUIDOで開催されたライブに出演
- 12月31日 - 大阪・京橋ismで開催されたカウントダウンライブに出演

#### 2015年
- 1月3日 - アル・プラザ野洲でのインストアライブに出演
- 1月11日 - 彦根市民体育センターでのbjリーグ・滋賀レイクスターズ（vsバンビシャス奈良）の公式戦アトラクションに出演
- 2月14日 - 大阪・日本橋アインスノインでのアイドルライブ中に、1期マリーナブルーメンバーの全員卒業を口頭発表[12]
- 2月21日 - 大阪・日本橋2会場で開催の「二宮里穂メモリアルライブ」に出演。前年12月に亡くなった二宮里穂とは所属事務所が同じで年齢も近く、よく活動をともにしていた
- 3月21日 - アル・プラザ野洲でのインストアライブで開催の「マリーナブルー第一期卒業ライブ in AP野洲」（第1期マリーナブルー平和堂ラストライブ）に出演
- 3月22日 - 長浜市の北近江リゾートで開催の「全日本アイドル選手権 in 滋賀」に出演、第3位に入賞
- 3月27日 - エフエム滋賀e-radio「平和堂MY DAILY LIFE」に最後の出演。同出演をもって平和堂本部との業務提携解消
- 3月27日 - 守山Blueで「マリーナブルー第一期ラストライブ」を開催（観客約80名）
- 4月18日 - マリーナブルー2期生のお披露目撮影会を膳所城跡公園で、ファンミーティング（ソロによるミニコンサート）を石山ナチュレでそれぞれ開催
- 5月6日 - 大阪・日本橋ポルックスシアターでのCOTO★COTO CUTEのステージ中に、2期メンバーが挨拶、お披露目となる
- 7月5日 - 膳所城跡公園で開催の「大津アイドルウェーブ～マリーナブルー第2章スタート～」で、2期マリーナブルーがメンバー2名で本格始動
- 8月8日 - サンタウンプラザすずらん館で開催の「高の原アイドルウェーブ」に出演
- 8月23日 - 東京・渋谷VUENOSで開催の「熱闘アイドル甲子園」に出演
- 8月30日 - 奈良・三条通白ちゃんハウスで開催の「コトキュー結成1周年記念・鈴木理子ラストライブ」に出演
- 9月13日 - 岐阜・国営木曽三川公園センターでの自動車関連イベントに出演
- 9月21日 - 京都・木津川市開放倉庫山城店でのイベントにキャンペーン出演
- 10月18日 - 日野町ブルーメの丘で開催の「ブルーメアイドルウェーブ vol.2」に出演
- 10月24日 - 京都・木津川市山城国分寺跡恭仁京大極殿址で開催の「木津川市かもまつり」に出演
- 11月2日 - 京都・木津川市アスピアやましろで開催の「木津川市やましろまつり」に出演
- 11月7日 - 彦根市JA東びわこ稲枝支店で開催された「稲枝まちおこしフェア」に出演
- 11月15日 - 京都・木津川市開放倉庫山城店で開催の「山城アイドルウェーブ」に出演

#### 2016年
- 1月23日 - 岐阜・髙島屋及び柳ケ瀬本通でのイベントに出演
- 2月7日 - 大阪・東成区民センターで開催の「アイドルソロクイーンコンテスト関西地区予選」に2期メンバー3人がソロ参加
- 2月20日 - 京都・木津川市アスピアやましろで「南京都アイドルポップ」を開催
- 3月26日 - 京都・関西光化学研究所で開催の「木津川市ボランティアフェスティバル」に出演
- 3月27日 - 京都・木津川市のガーデンモール木津川で開催の「木津川アイドルウェーブ vol.2」に出演〔姉妹ユニットCOTO★COTO CUTEと最後の共演〕
- 4月17日 - 富山市で開催のアイドルライブに出演
- 5月1日 - 大阪・日本橋で開催の所属事務所創立5周年記念ライブに出演。マリーナブルーが滋賀と大阪の2チームに分割される
- 5月14日 - 岐阜・国営木曽三川公園センターで開催の「木曽三川アイドルウェーブ～伊勢志摩サミット開催記念～」に滋賀組メンバーが出演
- 5月15日 - 神奈川県大和市・高座渋谷IKOZAで開催の「大和アイドルフェスティバル」に滋賀組メンバーが出演
- 5月29日 - 岡山・表町HBカフェで開催のアイドルライブに大阪組メンバーが出演
- 6月5日 - 三重・伊賀上野TOASTで開催のアイドルライブに、滋賀組と大阪組が出演
- 6月18日 - 大阪・日本橋ポルックスシアターでのアイドルライブに出演。滋賀組と大阪組が再結合する
- 6月19日 - 日野町ブルーメの丘で開催の「ブルーメアイドルウェーブ vol.3」に出演
- 7月30日 - 岡山・表町HBカフェで開催のアイドルライブに出演
- 8月21日 - 東京・渋谷3会場で開催の「第7回熱闘アイドル甲子園 in サマーフェスティバル」に出演
- 8月28日 - 守山Blueで開催のアイドルライブに出演〔2期マリーナブルーのラストステージ〕
- 9月3～4日 - 台湾・台北駅地下街など台北市内4会場ライブに出演、第3期マリーナブルーお披露目ステージとなる〔初の海外公演〕
- 9月17日 - 日野町ブルーメの丘で開催の「ブルーメの丘 牧のエリアバーベキュー大会」に出演
- 9月24日 - 彦根駅前西口で開催の「近江鉄道グループありがとうフェスタ2016」に出演
- 10月8日 - 兵庫・イオン甲子園店で開催のアイドルライブに出演
- 10月15日 - 京都・木津川市役所前で開催の「木津御輿ライトアップ」に出演
- 10月30日 - 広島・基町クレドパセーラ・スカイパティオで開催のアイドルライブに出演
- 11月5日 - 奈良県生駒市・イオンモール奈良登美ヶ丘でアイドルライブを開催
- 11月13日 - 大阪・柏原玉手山公園ふれあいパーク野外劇場で開催の「マリーナブルーPV撮影」に出演
- 11月19日 - 大阪・南港ATC ウミエール広場海辺のステージで開催のケーブルテレビショー2016「イイね関西！ご当地まつり」に滋賀県代表として出演
- 11月23日 - 京都・南山城村総合グラウンドで開催の「2016むら活き生きまつり」に、コロコロチキチキペッパーズとともに出演
- 11月23日 - 京都・木津川市開放倉庫山城店で開催の音楽祭に出演
- 12月3日 - 彦根COCOZAで開催のアイドルライブに出演〔滋賀県主要3アイドル最後の共演〕
- 12月4日 - 京都・河原町ARCDEUXで「マリーナブルー結成4周年記念ライブ in 京都」を開催
- 12月11日 - 滋賀・野洲BARI-HARIで「マリーナブルー結成4周年記念ライブ in 滋賀」を開催
- 12月24日 - 京都TRUSTで「ハッピーチーズクリスマスイブ」を開催

#### 2017年
- 1月8日 - 香川・高松市中心部3会場連動イベントに出演
- 1月14日 - 湖南市・滋賀県立近江学園創立70周年記念事業学校イベントに出演[13]
- 1月14日 - 石山U★STONEで「近江アイドルニューイヤー祭り2017」を開催〔事実上の第3期前半ラストステージ〕
- 1月28日 - 京都・伏見LiVE Buzz KYOTOでのアイドルライブに復帰メンバー2名を加えての出演
- 2月1日 - ＪＲ東淀川駅前に自前のレッスン場兼多目的スペース「オープロ新大阪スタジオ」がオープン
- 3月19日 - 岡山・Live Stage Arkで開催のアイドルライブに出演
- 3月26日 - 奈良・三条通白ちゃんハウスで「第6回フラワーライブパーティー」を主催
- 4月15日 - 大津市皇子山総合運動公園で開催の「おおつ花フェスタ2017春の緑化フェアー」に出演
- 4月23日 - 大阪・えさか芸術文化館ピエロハーバーでの演劇に音楽出演
- 4月30日 - マリーナブルーの現役メンバー2名と元メンバー1名が、旧大阪マリーナブルーの流れを汲む新しいアイドルユニット「一丁目一番地」を結成〔～2013年5月28日〕、新大阪KOKO CAFEでのお披露目ライブを開催。マリーナブルーも友情出演。
- 5月4日 - 香川・丸亀城で開催の「丸亀お城まつり」に即席メンバーで出演
- 5月14日 - 大阪城公園内城天ストリートイベントに出演
- 5月21日 - ピエリ守山でのアイドルイベントに出演
- 5月27～28日 - 奈良・宇陀市文化会館と道の駅宇陀路大宇陀で、奈良交通バス主催の「奈良のバス100周年記念フェスタ」に出演
- 6月3日 - 高島市マキノ町で開催の社会福祉イベント「ふじみ寮祭り」に出演
- 7月8日 - サンテレビ新番組「エンタメ★ワンダーランド」出演ライブバトル予選に出演、優勝を果たす
- 8月1日 - アパホテル京都祇園EXCELLENT屋上ビアガーデンイベントに出演
- 8月5日 - 大阪・道頓堀とんぼりリバーウォークでのアイドルイベントに出演
- 8月6日 - 大阪・あべのルシアス内あべのAステージで「あべの天王寺アイドルフェスタ」を主催
- 8月11日～12日 - 大阪・心斎橋SUNHALLでのアイドルイベントに出演
- 8月20日 「すきドル4」ファイナルステージの上位にランクされ、横浜・7thAVENUEでの決勝ライブ第1段に出演
- 8月26日 - アットタイム彦根店でのJOYSOUNDイベントにゲスト出演
- 8月27日 - 大阪・京阪枚方市駅前で開催の「枚方まつり2017」に出演
- 9月3日 - 大阪・千日前味園ユニバースでサンテレビ「エンタメ★ワンダーランド」LIVEバトルに出演も、第5位で優勝を逃す
- 9月2日 - 浜大津B-FLATで開催の「すきドル4」決勝ライブ第2段に出演
- 9月10日 - 大阪・梅田amHALLで開催の「すきドル4」決勝ライブ第3段に出演、最終結果は全国第9位
- 9月17日 - 大阪・門真天然温泉ゆの蔵で「マリーナブルーショー」を開催
- 9月23日 - 彦根駅前西口で開催の「近江鉄道グループありがとうフェスタ2017」に出演
- 9月24日 - 竜王町ドラゴンハットで開催の大型アイドルイベントに出演
- 11月4日 - 大阪市西区の堀江Goldeeで「マリーナブルー1stCD[14]リリースイベント」を主催
- 11月5日 - 大阪・あべのルシアス内あべのAステージとスカイコートで「あべの天王寺アイドルフェスタ vol.2」を主催、マスコミや近鉄グループ各社の広告に大きく取り上げられる
- 11月23日 - 京都・南山城村総合グラウンドで開催の「2017むら活き生きまつり」に出演
- 12月9日 - 結成5年目にして初の全国流通盤シングルCD『Lemon Squash Flavor』がリリースされ、大阪・HMVグランフロント大阪で最初のリリースイベントが開催される
- 12月16日 - 草津A-SQUAREで『Lemon Squash Flavor』リリースイベントを開催
- 12月17日 - 大津ベラビスタ膳所で「マリーナブルーデビュー5周年記念イベント」を開催

#### 2018年
- 1月7日 - タワーレコード梅田NU茶屋町で『Lemon Squash Flavor』リリースイベントを開催、会場は120名以上の超満員となる
- 2月10日 - 大阪・ディスクピア日本橋店で『Lemon Squash Flavor』リリースイベントを開催
- 3月4日 - 大阪・あべのルシアス内あべのAステージとスカイコートで「あべの天王寺アイドルフェスタ vol.3」を主催
- 3月18日 - 東近江市・道の駅奥永源寺渓流の里での地域イベントに出演
- 3月21日 - 東近江市・道の駅あいとうマーガレットステーションでの地域イベントに出演
- 4月1日 - 名古屋・VERSUS東海ホールで開催のアイドルライブに出演
- 4月7日 - 甲良町・道の駅せせらぎの里こうらでの地域イベントに出演
- 4月21日 - 愛知・テラスウォーク一宮で『Lemon Squash Flavor』リリースイベントを開催
- 4月22日 - マリーナブルーのクラウドファンディングが目標達成、大阪・西中島LiveBarD.Ⅲで新作オリジナル衣装発表会を開催
- 4月29日 - 東近江市で開催の「びわこジャズ東近江2018」に出演
- 5月5日 - 東近江市・道の駅あいとうマーガレットステーションでの地域イベントに出演
- 6月3日 - 京都・京福電気鉄道嵐山本線で専用電車1両を借り切り、クラウドファンディング達成御礼イベントを開催
- 6月23日 - 日野町観光交流案内施設なないろで「マリーナブルーカフェ～日野駅にマリーナブルーがにやってくる～」を開催。日野町長藤澤直広も臨席し、施設開業以来最大の人出となる。
- 7月14日 - 野洲川歴史公園サッカー場ビッグレイクでの第53回関西サッカーリーグ第9節・レイジェンド滋賀FC 公式戦（vs関大クラブ2010）のハーフタイムショーに出演
- 7月31日 - 大阪・天満橋ドーンセンターで開催の「愛踊祭2018」関西エリア代表決定戦（出演26組）において、会場投票1位に与えられるオーディエンス賞を受賞する
- 8月12日 - 大阪城野外音楽堂での「大阪府北部地震及び豪雨復興支援チャリティイベント」に出演
- 8月18日 - 神戸・北野異人館街KITANO ALICEでライブを開催
- 8月19日 - 大阪・阿倍野ROCKTOWNでのアイドルライブに出演
- 8月22日 - びわ湖放送テレビのCMに起用[15]
- 8月26日 - 奈良・宇陀市カエデの郷ひららでライブを主催
- 9月1日 - 大阪・千日前道具屋筋商店街でPRキャンペーンを行う
- 9月1日 - 大阪・道頓堀ZAZA Boxでの演劇イベントに音楽出演
- 9月9日 - ビバシティ彦根でのびわ湖放送イベントに出演
- 9月15日 - 滋賀労働総合庁舎でのハローワークイベント[16]に出演
- 10月8日 - メンバーの本間秋奈が甲賀警察署一日警察署長に任命され、「全国地域安全運動オープニングイベント」にマリーナブルーが出演
- 10月28日 - 甲良町・道の駅せせらぎの里こうらでの「マリーナブルーコンサート」を主催
- 11月3日 - 彦根市JA東びわこ稲枝支店で開催された「稲枝まちおこしフェア」に出演
- 12月23日 - 日野町観光交流案内施設なないろで開催の「マリブーサンタのハッピークリスマス」に出演

#### 2019年
- 1月6日 - 名古屋・ヨシヅヤ太平通り店でのインストアライブに出演
- 1月26日 - 大阪・鶴見緑地咲くやこの花館で「ニューイヤーフラワーライブ」を開催
- 2月3日 - 近江八幡・AQUA21でのインストアライブに出演
- 2月24日 - 大阪・西中島LiveBarD.Ⅲで、本間秋奈デビュー5周年記念ライブを開催
- 3月2日 - 神戸・HMV三宮VIVREで『Lemon Squash Flavor』インストアイベントを開催
- 3月9日 - 大阪・芦原橋駅前SALTVALLEY で、村上幸歌デビュー3周年記念ライブを開催
- 3月16日 - 東近江市・道の駅奥永源寺渓流の里での地域イベントに出演
- 3月17日 - 岐阜・国営木曽三川公園センターでの「木曽三川アイドルウェーブ vol.2」を開催
- 3月23日 - 大阪城音楽堂でのアイドルイベントに出演。
- 3月24日 - 京都タワーでのアイドルイベントに出演。
- 3月24日 - 京都・車折神社（芸能神社）に玉垣が奉納され、同地で見学会を開催
- 3月30～31日 - 東京遠征。マイナビBLITZ赤坂など2日間で5会場をサーキットするライブに出演

#### 2020年
- 1月5日 - 野洲市のライブハウスSHIGA BARI-HARIの「さよなら・感謝・マリーナブルー」ワンマンライブを開催
- 1月5日 - 柴垣さなを除く全メンバーが引退し、マリーナブルー解散。柴垣のみマリーナブルー再興を望み所属事務所に残留
- 10月29日 - マリーナブルーの後継チームとして「マリっ娘ブルー」が結成される。メンバーは村上結奈・柴垣さな・立花ちひろ
- 12月20日 - 石山U★STONEで「マリっ娘ブループレデビューワンマンライブ」が開催される。これにより滋賀県内主要アイドルユニット空白状態が約1ヶ月で解消される。

#### 2021年
- 2月28日 - 奈良・ビバリーヒルズでのライブで、マリっ娘ブルーの吸収と、新たに2名を加えた5人体制でのマリーナブルー再結成が発表される
- 3月21日 - 京都・宇治市の山城総合運動公園野外ステージで、第4期マリーナブルーが初ステージを迎える
- 5月19日 - メンバーの滋賀県内エリアの担当制導入が発表される

#### 2022年
- 12月23日 - 結成10年を迎えて日本ご当地アイドル活性協会より『ご当地アイドル殿堂入り』に認定される[17]

#### 2024年
- 3月31日 - マリーナブルー5期ラストライブが浜大津B-Flatにて行われ、メンバー中4名が別ユニットに移籍することを発表
- 4月7日 - マリーナブルー6期デビューライブが大阪弁天町の世界館にて行われ、3名で再スタートを切る

#### 2025年
- 1月26日 - ラストライブをもって解散

## 歴代メンバー
※太字は現役メンバー
| メンバー名                                | 愛称                                      | 出身地                                    | 生年月日                                  | 活動開始                                  | 活動終了                                  | 備考 |
| 第1期（2012.11.17-2015.3.27）入団メンバー | 第1期（2012.11.17-2015.3.27）入団メンバー | 第1期（2012.11.17-2015.3.27）入団メンバー | 第1期（2012.11.17-2015.3.27）入団メンバー | 第1期（2012.11.17-2015.3.27）入団メンバー | 第1期（2012.11.17-2015.3.27）入団メンバー | 第1期（2012.11.17-2015.3.27）入団メンバー |
| ----------------------------------------- | ----------------------------------------- | ----------------------------------------- | ----------------------------------------- | ----------------------------------------- | ----------------------------------------- | --- |
| 山村綾菜                                  | あーやん                                  | 大阪                                      | 1998.6.6                                  | 2012.11.17                                | 2013.9.30                                 | 1期前半の初代リーダー SOSと兼任時期あり 草津宿場まつり主要役柄選考会優勝 退団後に「優木愛海」名義でソロ活動                                             |
| 北田愛結                                  | あゆゆん                                  | 滋賀                                      | 2000.6.26                                 | 2012.11.17                                | 2015.3.27                                 | 1期サブリーダー |
| 上林加奈                                  | かなちー                                  | 滋賀                                      | 1998.4.23                                 | 2012.11.17                                | 2013.4.21                                 | 公式デビュー前に退団 |
| 北村あゆみ                                | あゆぴー                                  | 滋賀                                      | 1998.4.2                                  | 2012.11.17                                | 2013.10.25                                | SOSと兼任時期あり 県内朗読コンテスト優勝 母はミセス日本グランプリ                                                                                       |
| 南麻寿佳                                  | あすりん                                  | 滋賀                                      | 2001.6.23                                 | 2012.11.17                                | 2015.3.27                                 | SOSと兼任時期あり |
| 井上梨瑚                                  | りこっち                                  | 滋賀                                      | 2000.11.30                                | 2013.6.10                                 | 2014.3.31                                 | 後にバンド活動 |
| 中嶋沙季                                  | さぁちゃる                                | 京都                                      | 1996.3.23                                 | 2013.7.20                                 | 2013.8.5                                  | 最初期に一時ソロ活動と兼任 後にCRYSTALxCROSSのメンバー                                                                                                  |
| 本間秋奈                                  | あきぽん                                  | 滋賀                                      | 1997.9.28                                 | 2014.1.21 2017.1.28                       | 2015.3.27 2020.1.5                        | 2018年10月1日より初代チーム監督 滋賀県警察甲賀警察署一日署長 マスコミ・メディア出演多数                                                                 |
| 横山千紗                                  | ちぃちゃん                                | 滋賀                                      | 2000.9.4                                  | 2014.2.21                                 | 2015.3.27                                 | 後にグループ活動 |
| 第2期（2015.4.1-2016.8.31）入団メンバー   |                                           |                                           |                                           |                                           |                                           | |
| 奥村彩花                                  | あーちゃん                                | 滋賀                                      | 1995.10.7                                 | 2015.4.1                                  | 2015.10.18                                | 2015年4月1日より第2代リーダー 元SOSメンバー 後に第11代ライブクイーングランプリ                                                                          |
| 千葉万理乃                                | まりりん                                  | 宮城                                      | 1994.10.1                                 | 2015.4.1                                  | 2015.10.3                                 | COTO★COTO CUTEに移籍 後にソロ活動など |
| 丸山舞                                    | まいぴょん                                | 滋賀                                      | 1997.10.1                                 | 2015.4.1 2017.1.28                        | 2015.4.29 2018.4.30                       | ユニット活動中断時期にソロ活動 |
| 東幸栄                                    | さっち                                    | 兵庫                                      | 1996.4.12                                 | 2015.9.5                                  | 2017.1.14                                 | 2016年7月26日より第3代リーダー |
| 坂莉緒奈                                  | りおりお                                  | 滋賀                                      | 2004.6.15                                 | 2015.9.5                                  | 2015.11.15                                | |
| 上杉結夏                                  | ゆうか                                    | 大阪                                      | 1994.3.7                                  | 2015.9.26                                 | 2016.7.25                                 | 元SOSメンバー 退団後ソロ活動→一丁目一番地メンバー |
| 村上幸歌                                  | しあちゃん                                | 滋賀                                      | 2003.5.28                                 | 2016.1.31                                 | 2020.1.5                                  | 2018年10月1日より第4代リーダー 一丁目一番地と兼任時期あり 複数の学習塾ポスターに起用 村上結南の姉                                                       |
| 林未沙緒                                  | みさみさ                                  | 滋賀                                      | 1999.3.31                                 | 2016.5.18                                 | 2016.6.5                                  | |
| 第3期（2016.9.1-2020.1.5）入団メンバー    |                                           |                                           |                                           |                                           |                                           | |
| 白石ねおん                                | ねおるん                                  | 大阪                                      | 1996.4.27                                 | 2016.9.1                                  | 2017.9.10                                 | 入団前は大阪の地下アイドル 一丁目一番地と兼任時期あり                                                                                                   |
| 村上結南                                  | ゆなたん                                  | 滋賀                                      | 2008.11.18                                | 2018.4.29 2021.3.1                        | 2020.1.5 2022.3.31                        | 湖南エリア（大津市南部・草津市・守山市・栗東市・野洲市）担当 入団前に「むらかみゆな」名義でソロ活動 ユニット休止時マリっ娘ブルーメンバー 村上幸歌の妹   |
| 柴垣さな                                  | さなるん                                  | 滋賀                                      | 2005.12.8                                 | 2018.8.26 2021.3.1                        | 2020.1.5 2023.9.30                        | 第5代リーダー。甲賀・東近江エリア（近江八幡市・東近江市・甲賀市・湖南市・日野町・竜王町）担当 元リトレットメンバー ユニット休止時マリっ娘ブルーメンバー |
| 第4期(2021.3.1~2021.10.22)入団メンバー    |                                           |                                           |                                           |                                           |                                           | |
| 立花ちひろ                                | ちーちゃん                                | 滋賀                                      | 2006.7.14                                 | 2021.3.1                                  | 2022.3.31                                 | 湖東エリア（彦根市・愛荘町・豊郷町・甲良町・多賀町）担当 元キッズモデル ユニット休止時マリっ娘ブルーメンバー                                            |
| 佐藤ふうか                                | ふうちゃん                                | 滋賀                                      | 2003.9.9                                  | 2021.3.1                                  | 2024.3.31                                 | 湖西エリア（大津市北部・高島市）担当 |
| 山下しおん                                | しおりん                                  | 大阪                                      | 2003.4.25                                 | 2021.3.1                                  | 2022.7.5                                  | 湖北エリア（長浜市・米原市）担当 元MagicTimeメンバー 当時は「碧山しずく」名義で活動                                                                     |
| 第5期(2021.10.23~2024.3.31)入団メンバー   |                                           |                                           |                                           |                                           |                                           | |
| 双葉あおい                                | あおたん                                  | 京都                                      | 2001.7.18                                 | 2021.10.23                                | 2024.3.31                                 | |
| 大本みらん                                | みらん                                    | 大阪                                      | 2002.7.9                                  | 2021.10.23                                | 2022.3.31                                 | |
| 高橋りん                                  | りんりん                                  | 大阪                                      | 2004.3.11                                 | 2021.10.23                                | 現役                                      | 第6期で第6代リーダー |
| 加山れい                                  | れーちゃん                                | 滋賀                                      | 2007.3.31                                 | 2022.3.13                                 | 2024.3.31                                 | |
| 双葉あかね                                | あかねん                                  | 京都                                      | 2001.7.18                                 | 2023.4.1                                  | 2024.3.31                                 | |
| 第6期（2024.4.7～現在）入団メンバー       |                                           |                                           |                                           |                                           |                                           | |
| 華園れいら                                | れいらら                                  | 大阪                                      | 2011.10.5                                 | 2024.4.7                                  | 現役                                      | |
| 相田なつき                                | なっちゃん                                | 滋賀                                      | 2010.1.16                                 | 2024.4.7                                  | 現役                                      | |

## ディスコグラフィー

### シングル

#### 『Happy! Cheese! Xmas!』
2014年12月23日。レーベル：オーナメントプロモーション／流通：平和堂販売促進部
1. Happy! Cheese! Xmas!（作詞・作曲・編曲：CRESCENT REBEL+[20]）
2. Go! Straight!!（作詞・作曲・編曲：CRESCENT REBEL+）
3. Happy! Cheese! Xmas!〔別テイク〕

#### 『Lemon Squash Flavor』
2017年12月20日。レーベル：オーナメントプロモーション／流通：ダイキサウンド／規格品番：MRNBL-0001
1. Lemon Squash Flavor（作詞：RYOKEN／作曲・編曲：たか）
2. Go! Straight（作詞・作曲・編曲：河合敏樹[20]）
3. Happy Cheese Christmas（作詞・作曲・編曲：河合敏樹）
4. Lemon Squash Flavor〔カラオケver.〕
5. Go Straight〔カラオケver.〕
6. Happy Cheese Christmas〔カラオケver.〕

## メディア出演・掲載

### テレビ
- ZTV滋賀コミュニティチャンネル『おうみ！かわら版（滋賀）』及び『Weekly!かわら版』（2013年4月12～15日）
- BS朝日『J-POPランキング』（2013年10月26日）
- びわ湖放送 バスケットボールbjリーグ中継（2013年11月2日）
- びわ湖放送 バスケットボールbjリーグ中継（2015年1月11日）
- びわ湖放送『キらりん滋賀』（2015年3月22日）
- サンテレビ『エンタメ★ワンダーランド』（2017年9月19日）[22]
- びわ湖放送 CM『ハローワークディ』（2018年8月22日～）
- テレビ朝日『musicるTV』（2018年9月10日）
- びわ湖放送『キラりん滋賀』（2018年9月11日）

### ラジオ
- KBS滋賀『しがスタ！』（2012年11月23日）
- えふえむ草津 プロモーション出演（2012年12月3日）
- FMひがしおうみ プロモーション出演（2012年12月19日）
- えふえむ草津 草津宿場まつりラジオCM（2013年4月16～20日）
- えふえむ草津 草津市長表敬訪問（2013年4月17・20日）
- えふえむ草津『草津宿場まつり 放送特番』（2013年4月28日）
- エフエムよっかいち 戦国アイドル祭り出演者紹介（2013年8月22日）
- エフエム滋賀e-radio『平和堂MY DAILY LIFE』（2013年12月27日）
- エフエム滋賀e-radio『平和堂MY DAILY LIFE』（2014年3月28日）
- エフエム滋賀e-radio『平和堂MY DAILY LIFE』（2014年8月22日）
- エフエム滋賀e-radio『平和堂MY DAILY LIFE』（2014年11月3日）
- エフエム滋賀e-radio『平和堂MY DAILY LIFE』（2015年3月27日）
- ラジオ関西『真夜中の音じゃらし』（2019年2月3日、2021年6月10日・17日）

### 新聞
- 中日新聞 滋賀県版（2013年6月1日朝刊）[23]
- 毎日新聞 滋賀県版（2013年6月2日朝刊）
- あべの経済新聞（2017年10月26日）[24]
- 大阪日日新聞（2017年11月1日）
- 毎日新聞 滋賀県版（2018年8月3日朝刊）[25][26]
- 京都新聞（2018年12月16日朝刊）[27]

### 書籍
- エンターブレイン『全国あいどるmap2013-2014』（2013年7月19日）
- シンコーミュージック『KANSAI IDOL FILE』（2014年9月12日）[28]
- シンコーミュージック『IDOL FILE Vol.05』（2017年9月29日）[29]
- シンコーミュージック『IDOL FILE Vol.12 KANSAI 2018』（2018年10月26日）[30]
- 玄光社『撮影会モデル名鑑2019-2020』（2019年1月15日）

### インターネット番組
- 『レナのアイドル図鑑 バニラ味』（2016年10月13日）
- ひがしおうみTV『渓流の里春まつりといなべ梅まつり』（2019年3月19日）[31]

## その他の特記事項
- NEXCO西日本・関西地区のサービスエリアとパーキングエリアで開催の「ご当地ワードクエスト」滋賀県代表にマリーナブルーが選出され[32]、2014年9月1日より県内8箇所のSA・PAでキャンペーンラリーを展開する。
- いわゆる賞レースにはあまりエントリーしていないが、参加した5回のコンテストでは4回入賞している[33]。また動画配信を条件にした出演オーディションには参加経験がない[34]。
- 滋賀県下全19市町でライブステージを達成することが目標で、愛荘町・多賀町・豊郷町を除く16の自治体でライブを行っている。[35]